# Joan Barrau i Esplugues
Joan Barrau i Esplugues (Barcelona, 27 d'abril de 1820 – 20 de setembre de 1879) va ser mestre de cant al Teatre del Liceu, compositor i teòric musical.
Com a professor va assolir un reconeixement notable i va plasmar la seva metodologia en el seu conegut Método de canto para voz de soprano con un discurso preliminar. També va realitzar classes de piano, instrument per al qual va transcriure alguns motius d'ópera com La Traviata i Los Puritanos.
Va realitzar diversos viatges, el 1851 a Itàlia i el 1855 a L'Havana, on hi va ensenyar i dirigir un teatre. Al seu retorn a Barcelona es segueix dedicant a l'ensenyament i va fundar la Societat Liricodramàtica del Cercle del Liceu. També fou compositor d'algunes fantasies i d'un innovador mètode de cant. Entre els seus deixebles més destacats hi ha Juan Ordinas, Gonzalo Tintorer, Trinidad Mestres, Calafell i Domingo Seguí.
Joan Barrau i Esplugues va morir el 20 de setembre de 1879 a Barcelona després d'una llarga i penosa malaltia.